# Finance Watch
Finance Watch  ist eine Nichtregierungsorganisation mit Sitz in Brüssel, die Fachanalysen zu den Finanzmärkten und deren Regulierung auf nationaler und europäischer Ebene erstellt und als Bürgeranwalt das Gemeinwohlinteresse öffentlich vertritt.

## Grundsätze
Nach der Auffassung des Vereins hat der Finanzsektor gegenüber der Realwirtschaft eine zwar wichtige, aber dienende Funktion, nämlich Kapital und Finanzdienstleistungen für produktive Zwecke bereitzustellen. Zwar ist es auch im Finanzwesen legitim und notwendig Gewinne zu erzielen, allerdings sollen die Gewinne nicht „auf Kosten der Gesellschaft“ gehen. Entsprechend dürfen die Risiken von Krediten, mit denen die Finanzwirtschaft verdient, nicht auf die Gesellschaft übertragen werden. Das Ziel von Finance Watch  bestehe letztlich darin, dass die Realwirtschaft Kapital und Finanzdienstleistungen „nachhaltig, gerecht und transparent erhält.“

## Gründung
Die Gründung am 30. Juni 2011 geht auf eine Initiative aus dem Sommer 2010 von 22 Europaabgeordneten zurück aus verschiedenen politischen Parteien (ALDE, EVP, Grüne-EFA, GUE/NGL und der Fraktion der Progressiven Allianz der Sozialdemokraten im Europäischen Parlament) zurück. Zu den Erstunterzeichnern der Gründungserklärung von Finance Watch gehören unter anderem: Burkhard Balz, Pervenche Berès, Udo Bullmann, Leonardo Domenici, Pascal Canfin, Sergio Gaetano Cofferati, Elisa Ferreira, Jean-Paul Gauzès, Sven Giegold, Robert Goebbels, Charles Goerens, Thomas Händel, Eva Joly, Jürgen Klute, Philippe Lamberts.
Nach einer sechsmonatigen Startphase dank einer Projektfinanzierung der Erstunterzeichner wurde Finance Watch schließlich am 30. Juni 2011 gegründet. Ieke van den Burg, zuvor MdEP, wurde zur ersten Vorstandsvorsitzenden gewählt, Thierry Philipponnat, ein ehemaliger Banker und danach bei Amnesty International tätig, zum ersten Generalsekretär.

## Arbeitsweise
Die Experten der Organisation erstellen eigene Fachanalysen auf dem Gebiet der Finanzregulierung, auf deren Basis sie konkrete Vorschläge für gesetzgeberische Maßnahmen formulieren. Das Lobbyteam unterbreitet diese dann politischen Entscheidungsträgern. Dabei arbeitet Finance Watch mit seinen Mitgliedsorganisationen zusammen. Das Kommunikationsteam bereitet die Analysen für die breitere Öffentlichkeit auf. Zu folgenden Themen hat die Organisation bereits Analysen erstellt: Eigenkapitalanforderungen für Banken (Basel III), Bankenstruktur, zum Hochfrequenzhandel, zur Nahrungsmittel- und Rohstoffspekulation sowie zum Verbraucherschutz im Bereich der Finanzdienstleistungen. Finance Watch organisiert darüber hinaus Konferenzen zu Themen der Finanzmarktregulierung, bei denen sich die verschiedenen Interessensgruppen, Politiker und Aufsichtsbehörden öffentlich austauschen.

## Organisation
Die internationale und gemeinnützige Organisation nach belgischem Recht (AISBL), die zwei Gruppen von Mitgliedern aufnimmt: zivilgesellschaftliche Organisationen und qualifizierte Einzelmitglieder. Zu den ersteren gehören Verbraucherorganisationen, Gewerkschaften, Naturschutzorganisationen und andere. Um Mitglied zu werden, müssen die Bewerber vor dem zur Organisation gehörigen Komitee ihre Unabhängigkeit von der Finanzindustrie nachweisen. Einzelmitglieder müssen zudem belegen, dass sie über relevantes Fachwissen und Erfahrungen verfügen. Die Mitglieder kommen mindestens einmal jährlich zur Hauptversammlung zusammen. Der Verwaltungsrat besteht aus acht Personen, von denen sechs aus der Hauptversammlung gewählt und zwei als Externe vorgeschlagen und durch die Hauptversammlung bestätigt werden. Ein Generalsekretär leitet das Tagesgeschäft.
Der Verwaltungsrat setzt sich Stand Mai 2022 aus folgenden Personen zusammen (vertretene Organisationen in Klammern):
- Vorsitz: Alexandra Andhov
- Stellv. Vorsitz: Marek Hudon
- Kassenführung: Anna Maria Romano (FISAC/CGIL Toskana)
- Emilie Johann (Caritas Frankreich)
- Rainer Geiger
- Rachel Oliver (Positive Money)
- Nadine Strauß
- Patricia Suárez (Asociación de Usuarios Financieros)

Generalsekretär ist seit Januar 2017 Benoît Lallemand.

## Nationale Partner
Finance Watch hat nationale Partner in Deutschland (Bürgerbewegung Finanzwende unter der Leitung von Gerhard Schick) und in Frankreich.

## Budget im Vergleich zu dem der Banken
Die Organisation verfügt über ein Budget von 1,5 Millionen Euro jährlich. Im Vergleich dazu beträgt das Budget der Finanzindustrie für ihre 1.700 Lobbyisten in Brüssel nach einer neuen Studie mindestens 120 Millionen Euro.
Nach Angaben auf ihrer Webseite hat sich der Verein im Jahre 2016 durch folgende Quellen finanziert:
- Europäische Union
- Adessium Foundation
- Fondation pour le progrès de l’homme
- Hans-Böckler-Stiftung
- Heinrich-Böll-Stiftung
- Friedrich-Ebert-Stiftung
- Better Markets
- Open Society Initiative for Europe
- Open Society Foundations New Executive Fund
- Foundation to Promote Open Society
- Group UP
- French Senate
- Schöpflin Stiftung
- Online-Spenden und private Spenden
- Mitgliedsbeiträge